# Казым-Мыс
Казым-Мыс — деревня в южной части Шурышкарского района Ямало-Ненецкого автономного округа.

## География
Расположена правом берегу реки Обь, в 214 км к югу от Салехарда и в 92 км к юго-востоку от районного центра — села Мужи.
В деревне три улицы:
- улица Береговая
- улица Лесная
- улица Набережная

## Население
| 1989 | 2002 | 2010 | 2021 |
| ---- | ---- | ---- | ---- |
| 106  | ↘92  | ↘66  | ↘35  |

Основное население — ханты (80 %, 2002 год).

## История
С 2005 до 2022 гг. деревня входила в состав сельского поселения Лопхаринское, упразднённого в 2022 году в связи с преобразованием муниципального района в муниципальный округ.